# Сэвидж, Артур Генри
А́ртур Ге́нри Па́трик Сэ́видж (англ. Charles Eastlake Smith; 18 октября 1850 — 15 августа 1905) — английский футболист, вратарь. Выступал за футбольный клуб «Кристал Пэлас», провёл 1 матч за национальную сборную Англии.

## Биография
По поводу личности «А. Г. Смита», записанного в футбольных протоколах как вратаря сборной Англии, существует несколько версий. Им мог быть Алфред Генри Сэвидж, родившийся в Рединге в 1854 году, или Артур Гарольд Сэвидж, родившийся в Пинанге и умерший в 1930 году, или Артур Генри Патрик Сэвидж, родившийся в Сиднее. Большинство футбольных историков считают, что футболистом был последний из них.
Был военным, служил в артиллерийских войсках, был подполковником (англ. Lieutenant-Colonel). В 1902 году вышел на пенсию в связи с плохим состоянием здоровья, умер в 1905 году.

## Футбольная карьера
Выступал за лондонский футбольный клуб «Кристал Пэлас», а также за футбольных команду графства Суррей. В отчётах о матчах он описан как «большой и рыжебородый», обладавший «потрясающим ударом и способным хорошо начинать атаки». Тем не менее, в обороне он часто совершал ошибки, «находясь в ненужном месте в ненужное время».
4 марта 1876 года провёл свою единственную игру за национальную сборную Англии в матче против сборной Шотландии на стадионе «Гамильтон Кресент» в Партике (Глазго). Шотландцы одержали в той игре уверенную победу со счётом 3:0.

## Фотография
В мае 2008 года в архивах библиотеки городского совета Дерби была обнаружена фотография, сделанная перед матчем между сборными Шотландии и Англии в Глазго в марте 1876 года. Эту фотографию Эдгар Филд отправил в газету Derbyshire Football Express, и она была опубликована там на 50-ю годовщину матча. Она считается первой известной фотографией сборной Англии по футболу.